# Гидроксотрихлорид рутения
Гидроксотрихлори́д руте́ния — неорганическое соединение,
осно́вная соль рутения и соляной кислоты
с формулой Ru(OH)Cl3,
тёмно-коричневый порошок,
растворяется в воде.

## Получение
- Реакция оксида рутения(VIII) и соляной кислоты [1][2]:

{\displaystyle {\mathsf {RuO_{4}+7HCl\ {\xrightarrow {}}\ Ru(OH)Cl_{3}+2Cl_{2}\uparrow +3H_{2}O}}}

## Физические свойства
Гидроксотрихлорид рутения образует тёмно-коричневые кристаллы.
Растворяется в воде и ацетоне.